# Hans Olsson
Hans Lennart Olsson, más conocido como Hans Olsson (29 de marzo de 1929 - 3 de enero de 2007) fue un jugador de balonmano sueco. Fue un componente de la Selección de balonmano de Suecia.
Con la selección ganó la medalla de oro en el Campeonato Mundial de Balonmano Masculino de 1954 y en el Campeonato Mundial de Balonmano Masculino de 1958.

## Palmarés

### Redbergslids
- Liga sueca de balonmano masculino (2): 1954, 1958
- Liga de Campeones de la EHF (1): 1959

## Clubes
- Redbergslids IK
- IF Start
- HK Aranäs

- Datos: Q19976884